# Капань
Ка́пань — деревня в Одинцовском городском округе Московской области России. Находится в западной части округа, рядом с восточной границей Рузского городского округа, на Можайском шоссе, на берегу реки Капанки, по расположению на которой и получила название.
В писцовой книге XVI века упоминается как деревня Копань, в источниках XVIII—XIX веков — Капонь, Капань.
В XIX веке также носила название Кузминка. В 1852 году с 14 дворами находилась в совместном владении титулярного советника В. Г. Высоцкого и надворного советника И. П. Андреева. Население составляло 52 мужчины и 73 женщины. В 1890 году деревня Кузминка объявлена центром Капонской волости Верейского уезда, в ней располагались волостное правление, квартира полицейского урядника и усадьба верейского мещанина Ивана Сергеевича Кудрявцева. В 1926 году в деревне проживало 112 человек (62 мужчины и 50 женщин).
С 2006 по 2017 год входила в состав городского поселения Кубинка Одинцовского района.

## Население
| 1852 | 1899 | 1926 | 1989 | 2002 | 2006 | 2010 |
| ---- | ---- | ---- | ---- | ---- | ---- | ---- |
| 125  | ↘101 | ↗112 | ↘25  | ↘20  | →20  | ↗24  |